# 白聯芳
白联芳（？—？），字孟起，直隶真定府真定卫军籍。明朝政治人物。

## 生平
萬曆四十年（1612年）壬子科順天鄉試舉人，天啓二年（1622年）壬戌科進士。工部观政，三年授南阳县知县，五年补淄川县知县，六年升大理寺右評事，七年升户部贵州司主事，本年升山西司郎中，山西管粮，督饷宣府，崇祯元年六月升山西右参议，分巡口北道，次年因事降职，三年三月起升广西驿传道右参政。